# Thijs De Ridder
Thijs De Ridder (Brasschaat, 31 gennaio 2003) è un cestista belga.

## Carriera

### Nazionale
Nel 2022 ha disputato, con la nazionale Under-20 belga, gli Europei di categoria.

## Palmarès
- Coppa del Belgio: 1

Anversa Giants: 2023
- FIBA Europe Cup: 1

Bilbao: 2024-2025